# بليشكوتا
بليشكوتا هي قرية تقع في إقليم أراد في رومانيا. تبعد عن أراد 116 كم.

## السكان
حسب إحصائيات 2002 بلغ عدد سكان القرية 1,498 نسمة.